# Disputa sulla Trinità
La Disputa sulla Trinità è un dipinto a olio su tavola (215x175 cm) di Andrea del Sarto, databile al 1517 circa e conservato nella Galleria Palatina di Firenze.

## Storia
La tavola era stata dipinta per la chiesa di San Gallo, retta dagli Agostiniani, ed era la terza che l'artista produceva per quella chiesa, dopo l'Annunciazione e il Noli me tangere. Prima dell'assedio di Firenze, nel 1529, tutti i beni del monastero vennero trasferiti in San Jacopo tra' Fossi, che venne di lì a poco distrutto. Alcuni storici hanno rilevato la presenza di santi legati ai nomi della famiglia Peri, che forse ne fu la committente.
Non è datata (la scritta su gradino è apocrifa), ma Vasari ricorda come venne eseguita dopo la Madonna delle Arpie, che è del 1517, ipotesi in genere accettata anche per i confronti stilistici.
Bocchi, scrivendone una descrizione piena d'ammirazione, riportò come la tavola avesse subito danni dall'alluvione del 1557, ma durante il restauro del 1985 non ne venne trovata traccia.
È ricordata negli inventari del palazzo dal XVII secolo, con vari passaggi, compreso uno agli Uffizi dal 1697 al 1716 circa, prima di trovare la sua collocazione definitiva nella Sala di Saturno nel 1829.

## Descrizione e stile
Un cielo ceruleo fa da sfondo all'apparizione della Trinità (ripresa fedelmente dall'affresco di Andrea del Castagno all'Annunziata), davanti a una nube plumbea, con Dio Padre, vestito di una sgargiante veste rossa, che rende impossibile trascurarlo, e regge il Cristo in croce.
In basso, in primo piano, la scena è dominata dal consesso di sei santi, quattro in piedi in semicerchio e due inginocchiati davanti ai due lati, coi busti ruotati in maniera complementare, che ricordano le composizioni piramidali della tradizione fiorentina. In basso si vedono san Sebastiano (con le frecce) e Maria Maddalena (con l'ampolla degli unguenti), in piedi da sinistra sant'Agostino (con il bastone pastorale), san Lorenzo (con la graticola), san Pietro martire (col taglio sulla testa, l'abito domenicano e il libro) e san Francesco d'Assisi (col saio e le stimmate sulle mani). La Maddalena ha le fattezze della moglie del pittore, Lucrezia del Fede.
Essi stanno conversando animatamente, libri alla mano, su questioni religiose che, in base all'apparizione in cielo, devono riguardare il dogma della Trinità. Il tema della disputa era allora assai in voga nell'Italia centrale, in tempi di vivo dibattito spirituale, basti pensare alla Disputa del Sacramento dipinta nel 1508 da Raffaello nelle Stanze Vaticane, o l'Estasi di santa Cecilia (1514), dello stesso autore.
Il tema trinitario era particolarmente caro agli Agostiniani, infatti il loro santo fondatore ha una posizione preminente nel dibattito, col il braccio sinistro disteso in un gesto eloquente. Lorenzo, al centro, ha il ruolo di richiamare l'attenzione dello spettatore, indirizzandogli uno sguardo diretto.
In generale i colori sono smorzati e accordati a tonalità insolite e disarmoniche, tramite le quali l'artista esprimeva le inquietudini di rinnovamento della sua epoca.  La luce è forte e produce ombre scure alternate a zone di candidi bagliori, soprattutto nei panneggi dei santi in primo piano, quelli più esposti alla fonte dell'illuminazione, composti con pieghe profonde e "accartocciate" per Sebastiano e con effetti cangianti per Maddalena.
A proposito di Maddalena, Vasari scrisse che: «fecevi ginocchioni due figure, una è Maria Magdalena con bellissimi panni, ritratta la moglie; perciò ch'egli non faceva aria di femmine in nessun luogo, che da lei non la ritraessi, e se pur avveniva che d'altri la togliessi, per l'uso del continuo vederla e dal tanto averla designata le dava quell'aria, non possendo far altro».